# Chi ucciderà Charley Varrick?
Chi ucciderà Charley Varrick? (Charley Varrick) è un film del 1973, diretto da Don Siegel e tratto dal romanzo The Looters di John H. Reese.

## Trama
Charley Varrick, un ex pilota acrobatico che si esibiva nelle fiere paesane, dedicatosi poi all'ormai poco redditizio mestiere di disinfestatore con aerei agricoli, decide di darsi alle rapine in banca insieme alla moglie Nadine e ad un paio di complici. Sceglie, per minimizzare i rischi, di colpire piccole filiali bancarie di paese: la loro scarsa protezione rende semplici le rapine e il limitato bottino che si riesce ad ottenere desta scarso interesse sia nei procuratori distrettuali sia negli sceriffi poco propensi, quindi, ad approfondire le indagini.
Il colpo ad una banca del paese di Tres Cruces, una cittadina sita poco lontano da casa sua, Albuquerque, però gli va storto. L'intervento della polizia, giunta inaspettata, scatena una sparatoria nel corso della quale muoiono uno dei complici di Charles, un poliziotto e un sorvegliante; la stessa Nadine rimane gravemente ferita allo stomaco. Charley e l'altro complice, Harman Sullivan, riescono a fuggire, unitamente alla moribonda Nadine. I tre si rifugiano in un bosco vicino, ma qui la donna muore e i due fanno esplodere l'auto utilizzata per la rapina per rendere irriconoscibile il corpo della complice. Successivamente salgono nel furgone da disinfestazione di Charley e fuggono verso la loro base, una grossa roulotte parcheggiata stabilmente in un camping sito in una zona isolata, che riescono a raggiungere indisturbati.
Contato il denaro rapinato, i due scoprono di avere in realtà molto di più di quanto si erano aspettati: anziché qualche migliaio di dollari, i sacchi ne contengono più di 750.000, una cifra decisamente superiore a quanto normalmente è depositato in quel tipo di banche. Charley si insospettisce e le sue perplessità vengono confermate dai notiziari televisivi che riferiscono di un importo rapinato molto modesto, ammontante a qualche migliaio di dollari. Il navigato Charley intuisce che il bottino è parte di un'operazione di riciclaggio di denaro: è una somma di provenienza illegale, depositata in cassaforte clandestinamente, che il direttore dell'istituto non aveva registrato nei libri contabili.
I suoi sospetti vengono accresciuti da uno strano evento: il suicidio del direttore della filiale rapinata, la cui eventuale colpa per non aver reagito alla rapina non giustifica certo un simile gesto. In realtà il direttore si è suicidato dopo che Maynard Boyle, il "responsabile" della finanza della malavita, lo ha avvisato che i proprietari del denaro lo avrebbero ritenuto complice dei rapinatori, essendo lui e Boyle gli unici a conoscenza della presenza del denaro. Morto il direttore, la malavita organizzata non esita a mettere alle calcagna dei rapinatori un segugio, violento e senza scrupoli, Molly.
Temendo molto di più la malavita che la polizia, Charley raccomanda ad Harman di astenersi dallo spendere anche solo una minima parte del bottino, ma questi non vuol sentir ragioni: ubriacato dall'improvvisa ricchezza vuole spassarsela. Così Charley, mentre il complice è in preda all'alcol, fa sparire il bottino e si tiene alla larga dalla roulotte, combinando una serie di mosse per prepararsi a ricevere l'inevitabile visita dei malavitosi, i quali, nella persona di Molly, non tardano a giungere. Harman viene ucciso di botte, mentre Charley riesce a combinare la riconsegna del denaro in modo particolare: giunge all'appuntamento con un piccolo aereo e, giocando sulla sua abilità di pilota acrobatico, riesce a mettere nel sacco il malavitoso assassino, tenendo per sé il bottino e facendo in modo che il complice ucciso da Molly venga identificato con il nome di Charlie Varrick.

## Riconoscimenti
- BAFTA
  - miglior attore (Walter Matthau)